# Effi Briest
Effi Briest (1894) – powieść niemieckiego pisarza Theodora Fontane.
Effi Briest jest córką szlachcica z północnych Niemiec. W wieku lat 17 wyszła za mąż za barona Geerta von Innstettena, mężczyznę dwukrotnie od niej starszego, który lata temu nieskutecznie zabiegał o względy matki Effi. Starania te zostały odrzucone z powodu jego zbyt niskiej pozycji społecznej, która w międzyczasie polepszyła się.
Wątek romansowy jest tu pretekstem do ukazania spraw szerszych. Effi Briest buntuje się przeciwko kanonom moralnym, obowiązującym w sferach pruskiej burżuazji, gdzie aprobuje się małżeństwo bez miłości, a potępia głos serca i niszczy uczucia w imię fałszywie pojętego honoru.